# Przemysł półprzewodnikowy
Przemysł półprzewodnikowy – grupa przedsiębiorstw zajmujących się projektowaniem i produkcją półprzewodników oraz przyrządów półprzewodnikowych, takich jak tranzystory i układy scalone. Jego korzenie można odnaleźć w wynalezieniu tranzystora przez Shockleya, Brattaina i Bardeena w Bell Labs w 1948. Firma Bell Labs nabyła licencję na tę technologię za kwotę 25 tys. dolarów i wkrótce wiele firm, w tym Motorola, Schockley Semiconductor, Sylvania, Centralab, Fairchild Semiconductor i Texas Instruments, zaczęło produkować tranzystory. W 1958 Jack Kilby z Texas Instruments i Robert Noyce z Fairchild niezależnie od siebie wynaleźli układ scalony, metodę produkcji wielu tranzystorów na jednym chipie wykonanym z materiału półprzewodnikowego. Zapoczątkowało to szereg szybkich postępów w technologii wytwarzania, co doprowadziło do wykładniczego wzrostu produkcji układów półprzewodnikowych znanego jako prawo Moore’a, które utrzymuje się od około sześciu dekad. Od 2018 roczne przychody branży ze sprzedaży półprzewodników wzrosły do ponad 481 miliardów USD.
W 2010 r. przemysł półprzewodników charakteryzował się najwyższą intensywnością prac badawczo-rozwojowych w UE.
Szacuje się, że w 2021 sprzedaż półprzewodników osiągnęła 555,9 mld dolarów, co stanowi wzrost o 26,2%, przy czym sprzedaż w Chinach wyniosła 192,5 mld dolarów. W tym roku kalendarzowym również dostarczono rekordową liczbę 1,15 biliona jednostek półprzewodnikowych. Prognozuje się, że do 2027 r. wartość przemysłu półprzewodnikowego osiągnie 726,73 mld dolarów.

## Struktura branży
W światowym przemyśle półprzewodników dominują firmy ze Stanów Zjednoczonych, Tajwanu, Korei Południowej, Japonii i Holandii, z mniejszym udziałem Izraela i Niemiec.

Eksport układów scalonych elektronicznych według kraju lub regionu w 2016 r. według klasyfikacji handlowej HS4

Obecnie znaczna część branży opiera się na modelu foundry. Niektóre firmy, znane jako producenci zintegrowanych urządzeń, zarówno projektują, jak i produkują półprzewodniki. Model foundry doprowadził do konsolidacji firm tego sektora. Od 2021 r. tylko trzy firmy są w stanie produkować najbardziej zaawansowane półprzewodniki: TSMC z Tajwanu, Samsung z Korei Południowej i Intel ze Stanów Zjednoczonych. Częściowo wynika to z wysokich kosztów kapitałowych budowy odlewni. Najnowsza fabryka TSMC, zdolna do produkcji półprzewodników w procesie 3 nm i ukończona w 2020 r., kosztowała 19,5 mld USD. Na rok 2022, 48% możliwości tworzenia półprzewodników w modelu foundry jest na Tajwanie. 
Intel rozważa zlecenie części produkcji TSMC. Na 2025 rok może produkować tylko półprzewodniki w procesie 10 nm, podczas gdy TSMC i Samsung mogą produkować półprzewodniki w procesie 5 nm. GlobalFoundries, firma z siedzibą w Stanach Zjednoczonych, wykorzystuje proces 12 nm w przypadku swoich najbardziej zaawansowanych układów scalonych ze względu na szybko rosnące koszty rozwoju mniejszych węzłów procesowych.
W Polsce układy scalone produkowane były w CEMI (zlikwidowanym w 1994 roku, w wyniku prywatyzacji podczas transformacji systemowej).

## Sprzedaż półprzewodników
| Rok  | Sprzedaż (nomanalna) | Przychód         | Przypis |
| ---- | -------------------- | ---------------- | ------- |
| 2022 | $601,694,000,000     |                  | [ 15 ]  |
| 2021 | $594,952,000,000     |                  | [ 15 ]  |
| 2020 | $466,237,000,000     |                  | [ 16 ]  |
| 2019 | $422,237,000,000     |                  | [ 16 ]  |
| 2018 | $481,090,000,000     | $602,410,000,000 | [ 5 ]   |
| 2017 | $420,390,000,000     | $539,270,000,000 | [ 5 ]   |
| 2016 | $345,850,000,000     | $453,120,000,000 | [ 5 ]   |
| 2015 | $335,170,000,000     | $444,620,000,000 | [ 17 ]  |
| 2014 | $335,840,000,000     | $446,070,000,000 | [ 17 ]  |
| 2013 | $305,580,000,000     | $412,490,000,000 | [ 17 ]  |
| 2012 | $291,560,000,000     | $399,330,000,000 | [ 17 ]  |
| 2011 | $299,520,000,000     | $418,660,000,000 | [ 17 ]  |
| 2010 | $298,320,000,000     | $430,160,000,000 | [ 17 ]  |
| 2009 | $226,310,000,000     | $331,690,000,000 | [ 17 ]  |
| 2008 | $280,000,000,000     | $409,000,000,000 | [ 17 ]  |
| 2007 | $255,600,000,000     | $387,600,000,000 | [ 17 ]  |
| 2006 | $247,700,000,000     | $386,400,000,000 | [ 17 ]  |
| 2005 | $227,000,000,000     | $365,000,000,000 | [ 17 ]  |
| 2004 | $213,000,000,000     | $355,000,000,000 | [ 17 ]  |
| 2000 | $204,000,000,000     | $372,000,000,000 | [ 17 ]  |
| 1995 | $144,000,000,000     | $297,000,000,000 | [ 17 ]  |
| 1992 | $60,000,000,000      | $134,000,000,000 | [ 17 ]  |
| 1990 | $51,000,000,000      | $123,000,000,000 | [ 17 ]  |
| 1987 | $33,000,000,000      | $91,000,000,000  | [ 17 ]  |

### Podział rynku
| Sektor przemysłu                   | Udział w rynku |
| ---------------------------------- | -------------- |
| Komputery i urządzenia peryferyjne | 32.3%          |
| Elektronika użytkowa               | 21.2%          |
| Sprzęt telekomunikacyjny           | 16.5%          |
| Elektronika przemysłowa            | 14.3%          |
| Obronność i przemysł kosmiczny     | 11.5%          |
| Elektronika samochodowa            | 4.2%           |